# Herrarnas K-2 1000 meter i kanotsport vid olympiska sommarspelen 1976
Herrarnas K-2 1000 meter vid olympiska sommarspelen 1976 hölls på Île Notre-Dame i Montréal. 

## Medaljörer
| Gren           | Guld                                              | Silver                                     | Brons                           |
| K-2 1000 meter | Sovjetunionen Serhei Nahorny Vladimir Romanovskij | Östtyskland Joachim Mattern Bernd Olbricht | Ungern Zoltán Bakó István Szabó |

## Resultat

### Heat
| Heat 1 |                                              |         |    |
| 1.     | Jean-Pierre Burny och Paul Hoekstra (BEL)    | 3:33,23 | QS |
| 2.     | Zdenék Bohutínský och Ladislav Souček (TCH)  | 3:35,11 | QS |
| 3.     | Lazar Khristov och Borislav Borisov (BUL)    | 3:35,94 | QS |
| 4.     | Rudolf Blass och Hans-Erich Pasch (FRG)      | 3:41,53 | QR |
| 5.     | Steve King och Denis Barre (CAN)             | 3:42,72 | QR |
| 6.     | Juan Bostelmann och Hermelindo Soto (MEX)    | 3:44,00 | QR |
| 7.     | Danio Merli och Giorgio Sbruzzi (ITA)        | 3:51,03 | QR |
| 8.     | Hui Cheong och Ng Hin Wan (HKG)              | 4:22,64 | QR |
| Heat 2 |                                              |         |    |
| 1.     | Zoltán Bakó och István Szabó (HUN)           | 3:30,50 | QS |
| 2.     | Serhei Nahorny och Vladimir Romanovsky (URS) | 3:31,11 | QS |
| 3.     | Guillermo del Riego och José Seguín (ESP)    | 3:33,79 | QS |
| 4.     | Bruce Barton och Peter Deyo (USA)            | 3:36,17 | QR |
| 5.     | Rod Gavin och John Leonard (NZL)             | 3:37,09 | QR |
| 6.     | John Southwood och Adrian Powell (AUS)       | 3:37,35 | QR |
| 7.     | Policarp Malîhin och Larion Serghei (ROU)    | 3:39,75 | QR |
| 8.     | Morten Opsahl och Andreas Orheim (NOR)       | 3:41,51 | QR |
| Heat 3 |                                              |         |    |
| 1.     | Bernd Olbricht och Joachim Mattern (GDR)     | 3:31,94 | QS |
| 2.     | Anders Andersson och Lars Andersson (SWE)    | 3:34,43 | QS |
| 3.     | Ryszard Tylewski och Daniel Wełna (POL)      | 3:36,57 | QS |
| 4.     | Hans Mayr och Günther Pfaff (AUT)            | 3:40,82 | QR |
| 5.     | Arend Bloem och Lodewijk Jacobs (NED)        | 3:42,88 | QR |
| 6.     | Ian Pringle och Howard Watkins (IRL)         | 3:53,33 | QR |
| 7.     | Stephen Brown och Norman Mason (GBR)         | 3:54,64 | QR |
| 8.     | Jean-Paul Hanquier och Alain Lebas (FRA)     | 4:00,72 | QR |

### Återkval
| Återkval 1 |                                           |         |    |
| 1.         | Danio Merli och Giorgio Sbruzzi (ITA)     | 3:31,53 | QS |
| 2.         | Morten Opsahl och Andreas Orheim (NOR)    | 3:33,24 | QS |
| 3.         | Rudolf Blass och Hans-Erich Pasch (FRG)   | 3:33,40 | QS |
| 4.         | Ian Pringle och Howard Watkins (IRL)      | 3:33,54 |    |
| 5.         | Rod Gavin och John Leonard (NZL)          | 3:35,28 |    |
| Återkval 2 |                                           |         |    |
| 1.         | Policarp Malîhin och Larion Serghei (ROU) | 3:32,86 | QS |
| 2.         | Jean-Paul Hanquier och Alain Lebas (FRA)  | 3:33,92 | QS |
| 3.         | Bruce Barton och Peter Deyo (USA)         | 3:36,32 | QS |
| 4.         | Arend Bloem och Lodewijk Jacobs (NED)     | 3:39,05 |    |
| 5.         | Juan Bostelmann och Hermelindo Soto (MEX) | 3:35,38 |    |
| Återkval 3 |                                           |         |    |
| 1.         | Steve King och Denis Barre (CAN)          | 3:30,90 | QS |
| 2.         | John Southwood och Adrian Powell (AUS)    | 3:36,02 | QS |
| 3.         | Hans Mayr och Günther Pfaff (AUT)         | 3:36,32 | QS |
| 4.         | Stephen Brown och Norman Mason (GBR)      | 3:37,60 |    |
| 5.         | Hui Cheong och Ng Hin Wan (HKG)           | 4:17,25 |    |

### Semifinaler
| Semifinal 1 |                                              |         |    |
| 1.          | Jean-Pierre Burny och Paul Hoekstra (BEL)    | 3:26,74 | QF |
| 2.          | Serhei Nahorny och Vladimir Romanovsky (URS) | 3:27,23 | QF |
| 3.          | Jean-Paul Hanquier och Alain Lebas (FRA)     | 3:28,48 | QF |
| 4.          | Ryszard Tylewski och Daniel Wełna (POL)      | 3:29,07 |    |
| 5.          | Hans Mayr och Günther Pfaff (AUT)            | 3:29,45 |    |
| 6.          | Danio Merli och Giorgio Sbruzzi (ITA)        | 3:35,95 |    |
| Semifinal 2 |                                              |         |    |
| 1.          | Lazar Khristov och Borislav Borisov (BUL)    | 3:26,76 | QF |
| 2.          | Zoltán Bakó och István Szabó (HUN)           | 3:27,62 | QF |
| 3.          | Policarp Malîhin och Larion Serghei (ROU)    | 3:27,93 | QF |
| 4.          | Anders Andersson och Lars Andersson (SWE)    | 3:28,27 |    |
| 5.          | John Southwood och Adrian Powell (AUS)       | 3:29,19 |    |
| 6.          | Rudolf Blass och Hans-Erich Pasch (FRG)      | 3:30,03 |    |
| Semifinal 3 |                                              |         |    |
| 1.          | Bernd Olbricht och Joachim Mattern (GDR)     | 3:32,58 | QF |
| 2.          | Steve King och Denis Barre (CAN)             | 3:33,91 | QF |
| 3.          | Guillermo del Riego och José Seguín (ESP)    | 3:34,22 | QF |
| 4.          | Zdenék Bohutínský och Ladislav Souček (TCH)  | 3:35,76 |    |
| 5.          | Morten Opsahl och Andreas Orheim (NOR)       | 3:36,24 |    |
| 6.          | Bruce Barton och Peter Deyo (USA)            | 3:41,35 |    |

### Final
| Gold   | Serhei Nahorny och Vladimir Romanovsky (URS) | 3:29,01 |
| Silver | Bernd Olbricht och Joachim Mattern (GDR)     | 3:29,33 |
| Bronze | Zoltán Bakó och István Szabó (HUN)           | 3:33,36 |
| 4.     | Jean-Paul Hanquier och Alain Lebas (FRA)     | 3:33,05 |
| 5.     | Guillermo del Riego och José Seguín (ESP)    | 3:33,16 |
| 6.     | Jean-Pierre Burny och Paul Hoekstra (BEL)    | 3:33,86 |
| 7.     | Policarp Malîhin och Larion Serghei (ROU)    | 3:34,27 |
| 8.     | Steve King och Denis Barre (CAN)             | 3:34,46 |
| 9.     | Lazar Khristov och Borislav Borisov (BUL)    | 3:37,30 |